# Nina Attal

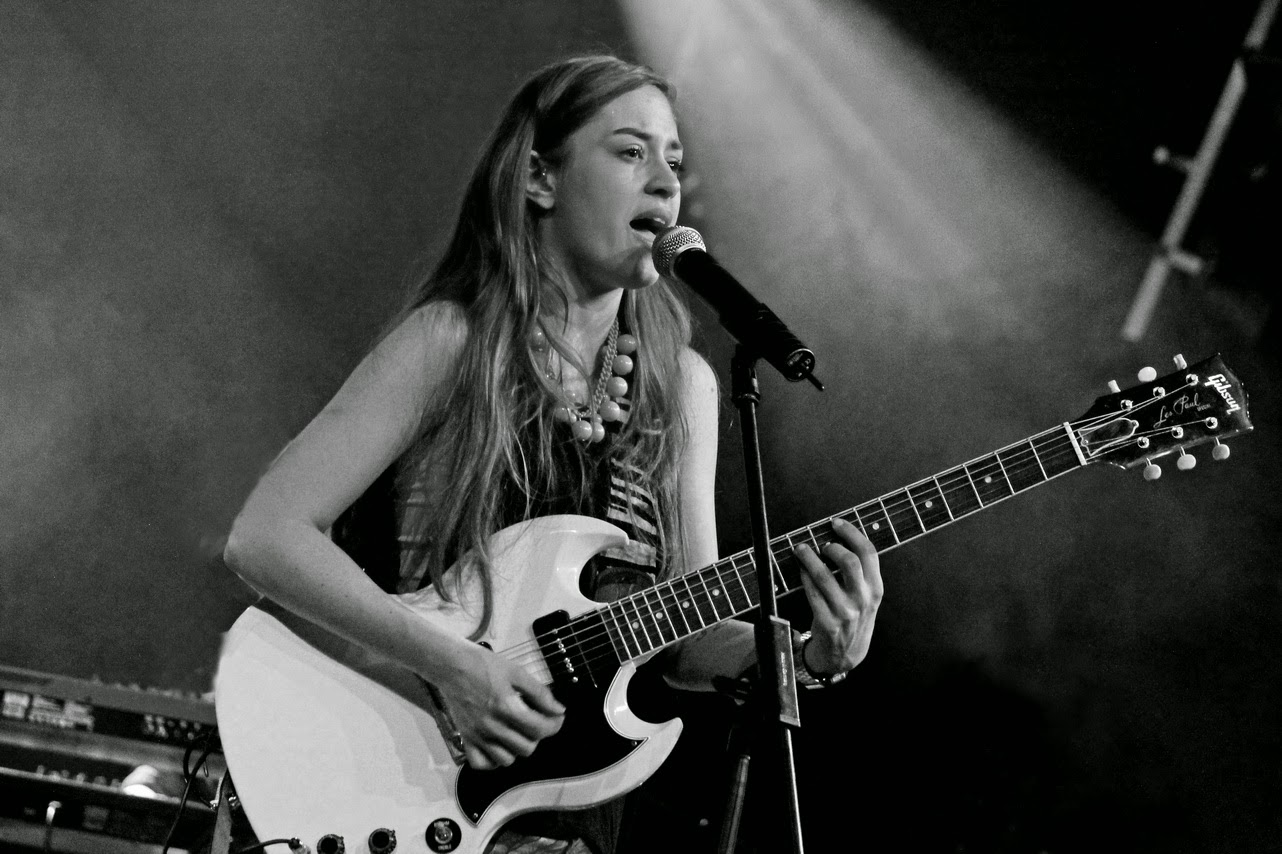
Nina Attal 2015 beim Jazzfestival St. Ingbert

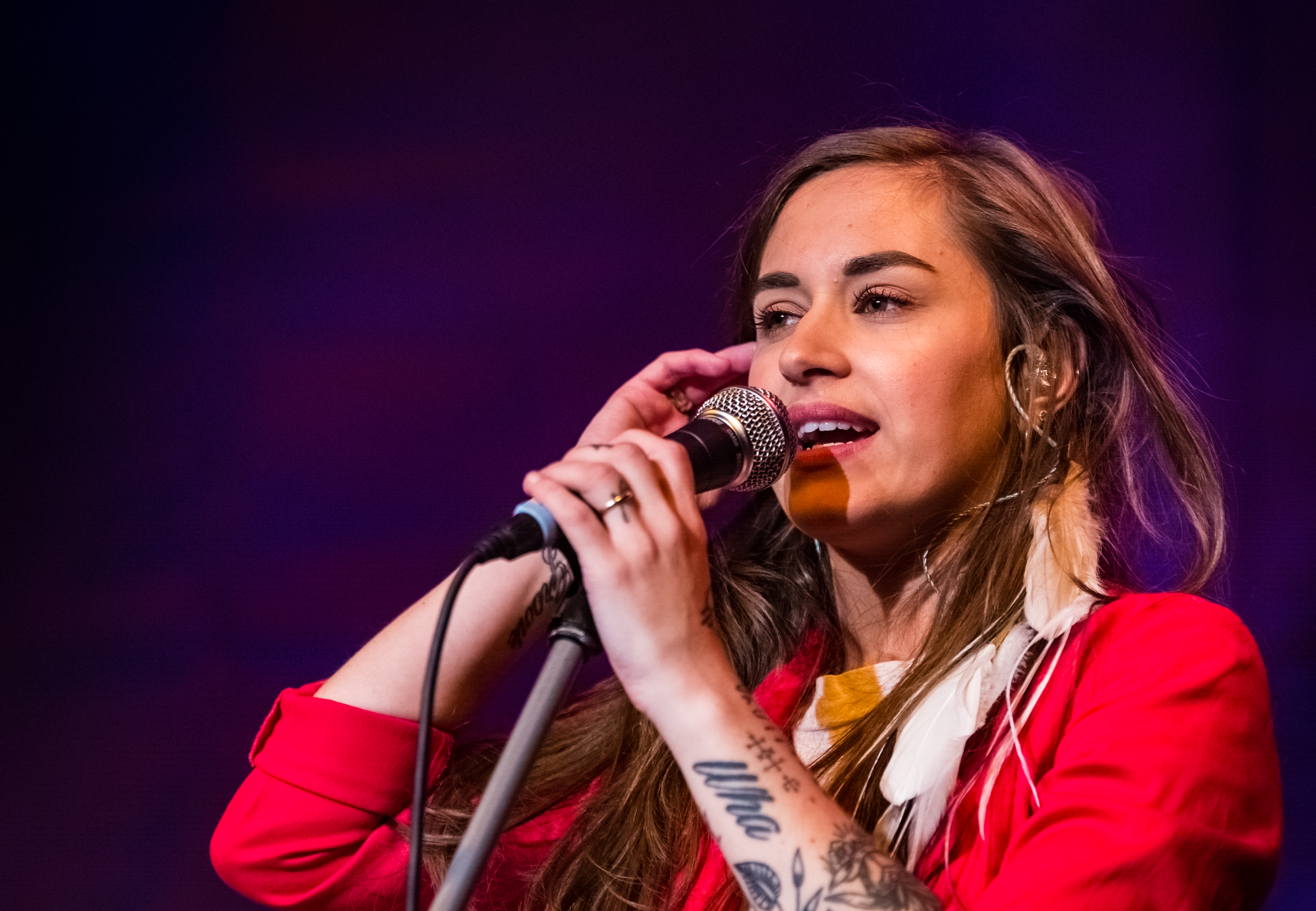
Nina Attal live bei den Leverkusener Jazztagen 2017

Nina Attal (* 1992) ist eine französische Singer-Songwriterin, Gitarristin und Komponistin. Sie bewegt sich am Crossover von Soul, Blues, Pop, Jazz und Funk.

## Leben und Wirken
Attal wuchs im Raum Paris auf und spielt seit dem Alter von zwölf Jahren Gitarre. Sie frequentierte als Schülerin Bluesclubs und war von B. B. King, Sharon Jones, Larry Graham, Prince und Lenny Kravitz beeinflusst. 2009 gewann sie Preise auf dem Nachwuchswettbewerb von Blues sur Seine in Paris, einem der größten französischen Blues Festivals. Danach war sie in der französischen Blues-Szene etabliert und spielte auf Blues-Festivals in Frankreich (Europe Jazz Festival, Cahors Blues Festival, Rhino Jazz Festival u. a.), auf dem Jazzfestival in St. Germain de Prés und 2011 und 2012 auf dem Montreal Jazz Festival. 2010 veröffentlichte sie ihre EP Urgency und 2011 ihr Album Yellow 6/17, mit Kompositionen von ihr und Philippe Devin, mit dem sie auch auftritt. 2014 folgte das Album WHA.
2012 tourte sie auch in Deutschland und trat 2013 auf der Jazzopen Stuttgart und dem Elbjazz Festival in Hamburg auf. 2017 war sie beim Elbjazz mit neuer Band zu erleben.